# Mohammad Masjed Jamei
Mohammad Masjed Jamei (persisch محمد مسجدجامعی; * 1954 (1332 im iranischen Kalender)) ist ein iranischer Diplomat im Ruhestand.

## Leben
Er ist der Sohn von Ajatollah Mostafa Masjed Jamei, einem Gelehrten in Teheran.
Er studierte Rechtswissenschaft an der Universität Teheran.
Daneben trieb er in den 1960er Jahren Studien zu den Grundsätzen der großen Verse von Grand Ajatollah Hossein Vahid Khorasani und des verstorbenen Mirza Javad Agha Tabrizi.
Von 2009 bis 2011 wurde er mit dem Thema Geopolitik des Persischen Golfs, Saudi-Arabiens und Vereinigte Arabische Emirate, an der Universität Pisa promoviert.
Er ist Mitglied der Fakultät für Internationale Beziehungen des Bildungsinstituts des iranischen Außenministeriums.
Er ist Berater und Tutor der Hawza in Ghom.
Er leitet das Institut für zeitgenössische Islamwissenschaft und strategische Studien
Er leitet die Kulturkoordinatoren des Außenministeriums
Von 1991 bis 1997 war er Botschafter beim Heiligen Stuhl.
Von 2003 bis 2008 war er Botschafter in Rabat.

## Veröffentlichungen
- Er beschäftigt sich überwiegend mit Studien zur Arabistik und zum Christentum:
- Change and Stability in the Persian Gulf Sheikhdoms "GCC", (Wandel und Nachhaltigkeit in den Golf Scheichtümern des Golf-Kooperationsrates), Fakultät Politikwissenschaft Geopolitik, Universität Pisa, Informationsverlag, Teheran, 1395, Dissertation, 2009–2011[4]
- Von Nordafrika bis zum Vatikan, Memoiren der Botschaft von Mohammad Masjedjomayee, Veröffentlichung des Außenministeriums, Teheran, 2016 (1394).
- Einstellung zu Fragen in den Ländern der Welt, Syrien, Libyen und Algerien, International Book Institute, Teheran, 1988.
- Zeitgenössisches Christentum: Strömungen, Ziele
- Christentum, Strömungen, Ziele
- Islam, Christentum und moderne Zivilisation
- Die Linke und Rechte der Araber und ihre Zukunft
- Wahhabismus vom Anfang bis zur Gegenwart[5]

### Englischsprachige Artikel
- 19. August 2013, Iran Review, What Position Iran Should Take on Egypt?[6]
- 22. November 2015 Iran Review, Iran and Christians in Middle East[7]
- 31. Mai 2016 Iran Review, Iran's Relations with Saudi Arabia: An Inside Look[8]
- 13. Mai 2018, Iran Front Page: “Iran Must Shift Focus Away from Arabs, Invest in Ties with Asia”[9]
- 28. August 2018, Iran Front Page: Saudi Expulsion of Canadian Ambassador “Object Lesson” to Others,[10]